# L.A. Crash
L.A. Crash (Originaltitel: Crash) ist ein US-amerikanisches Episodenfilm-Drama aus dem Jahr 2004. Das Regiedebüt des Drehbuchautors Paul Haggis kreist thematisch um Rassismus. Der Film erzählt die Vorgeschichte eines Auffahrunfalls in mehreren miteinander verwobenen Handlungssträngen, in denen verschiedenste Personen mit ihren Einstellungen und Vorurteilen in der Großstadt Los Angeles aneinandergeraten. Der Film erhielt größtenteils positive Kritiken sowie mehrere Preise, darunter 2006 den Oscar für den besten Film. 2008 wurde das Filmkonzept von Haggis in einer 26-teiligen gleichnamigen Fernsehserie fortgesetzt.

## Handlung
Die Handlung spielt in der kalifornischen Metropole Los Angeles. Die erste Szene zeigt einen Auffahrunfall, an dem der Polizist Graham Waters und seine Kollegin, die Latina Ria, beteiligt sind. Der Unfall ereignet sich an einem Ort, an den sie gerufen wurden, weil es dort einen Mord aufzuklären gibt.
Die nachfolgenden Szenen stellen Rückblenden auf den vorherigen Tag dar: Der Bezirksstaatsanwalt Rick Cabot und seine Ehefrau Jean werden von zwei jungen Afroamerikanern überfallen. Anthony und sein Freund Peter stehlen das Auto des Ehepaars, einen schwarzen Lincoln Navigator, und fahren es zu einem Hehler, der mit gestohlenen Autos handelt. Auf dem Weg dorthin überfahren sie versehentlich den Koreaner Choi Jin Gui, der neben seinem Lieferwagen auf der Straße steht. Nach einer kurzen Diskussion, ob sie den Mann liegen lassen sollen, bringen sie den Mann doch noch zum Krankenhaus, legen ihn aber vor der Pforte ab und verschwinden.
Nach dem Überfall lassen Rick und Jean in ihrem Haus mehrere Schlösser austauschen. Jean sieht sich durch den Überfall in ihren Vorurteilen gegenüber Schwarzen bestätigt und hegt daher gegenüber dem Mann vom Schlüsseldienst, Daniel, einem Lateinamerikaner, den Verdacht, er werde die Schlüssel zu ihrem Haus an einen „Knastkumpel“ weitergeben. In der darauf folgenden Szene wird jedoch klar, dass es sich bei Daniel nicht um einen Kriminellen, sondern um einen treusorgenden Familienvater handelt.
Das schwarze Ehepaar Cameron und Christine bekommt die rassistische Einstellung des frustrierten Polizisten Ryan zu spüren, dessen Vater seit einigen Wochen krank ist. Weil die beiden einen schwarzen Lincoln fahren, werden sie von Ryan angehalten. Während der anschließenden Kontrolle wird er von der angetrunkenen Christine provoziert; er rächt sich, indem er Christine während der Durchsuchung sehr offensiv sexuell belästigt und das Ehepaar auf diese Weise demütigt. Zu Hause kommt es zum Streit zwischen den Eheleuten, da der Ehemann nicht eingegriffen hat, als Christine belästigt wurde. Dieser argumentiert damit, dass es intelligenter war, sich gegenüber dem Polizeibeamten nicht zu wehren, da sie ansonsten womöglich erschossen worden wären.
Officer Hansen, der Dienstkollege von Ryan und damit passiv an der sexuellen Belästigung beteiligt, missbilligt das Verhalten seines Partners und ersucht seinen Vorgesetzten um eine Versetzung. Der Vorgesetzte, ebenfalls Afroamerikaner, bringt Hansen davon ab, gegen Ryans Verhalten einen offiziellen Protest einzulegen, da er als dessen langjähriger Vorgesetzter damit selbst in Schwierigkeiten kommen könnte. Er kenne Ryan lange genug und habe bei ihm keine rassistische Einstellung bemerkt. Wenn Hansen nicht mehr mit Ryan auf Streife gehen wolle, dann solle er besser einen vorgeschobenen Grund angeben.
Die nächsten Szenen zeigen Ryan in seinem Zuhause, das er mit seinem kranken Vater teilt. Dieser hat seit längerem Probleme mit der Prostata und Ryan betreut ihn fürsorglich. Am nächsten Tag erscheint er im Büro der Sachbearbeiterin seiner Krankenversicherung, einer Afroamerikanerin, um die Behandlung seines Vaters zu besprechen. Er wird von ihr abgewiesen, woraufhin er ihr die Geschichte seines Vaters erzählt, der eine Gebäudereinigung mit 23 afroamerikanischen Angestellten hatte, die er freiwillig nach Tarif bezahlte. Nach über 30 Jahren beschloss die Stadt Los Angeles, ihre Aufträge nur an Unternehmen zu vergeben, die von Angehörigen ethnischer Minderheiten geführt werden. Dies war das finanzielle Ende seines Vaters. Sie weist ihn dennoch ab, nachdem er rassistische Bemerkungen gemacht hat, woraufhin er wütend ihr Büro verlässt.
Der Ermittler Waters, der seinen ersten Auftritt in der Anfangsszene des Films hat, besucht seine Mutter zu Hause. Sie ist drogenabhängig und kann kaum für sich selbst sorgen. Sie fragt Waters nach seinem jüngeren, kriminellen Bruder Peter, der schon seit Tagen unauffindbar ist. Die Mutter sagt ihm, dass er nach ihm suchen soll. Peter ist jener junge Mann, der am Anfang des Films mit seinem Freund Anthony den Geländewagen stiehlt. Ein Blick in den Kühlschrank seiner Mutter zeigt Waters, dass dort nur noch verdorbene Lebensmittel liegen.
Waters wird zu einem Tatort gerufen, wo der weiße Undercover-Drogenfahnder Conklin aus seinem Auto heraus angeblich in Notwehr einen Schwarzen in einem neben ihm fahrenden Wagen erschossen hat. Conklin hat im Dienst schon zwei Schwarze getötet, wobei man ihm aber kein schuldhaftes oder rassistisches Verhalten nachweisen konnte. Diesmal ist der Fall besonders heikel, weil sich herausstellt, dass der Erschossene ebenfalls ein Zivilfahnder war.
Als die interne Ermittlung der Polizei bei der Untersuchung des Wagens, den der Erschossene fuhr, im Reservereifen versteckt 300.000 Dollar findet, neigt Waters der Meinung zu, dass der erschossene Polizist in kriminelle Machenschaften verwickelt gewesen sein müsse und somit Conklins Notwehrversion stimmen könnte. Bezirksstaatsanwalt Cabot, der auf die Stimmen der schwarzen Wähler aus ist, will jedoch eine Verurteilung Conklins, damit der erschossene schwarze Polizist als in Ausübung des Dienstes gefallener Held dasteht, und lässt durch seinen Assistenten Flanagan mit dem Hinweis auf Waters kriminellen Bruder Peter Druck ausüben. Waters stimmt schließlich gegen seine Überzeugung der Tatversion zu, dass Conklin den schwarzen Zivilfahnder wohl ohne Not aus rassistischen Motiven erschossen habe, was Cabot daraufhin bei einer Pressekonferenz verlautbart.
Waters kauft seiner dahinvegetierenden, nun ausschließlich auf das Verschwinden des jüngeren Bruders fixierten Mutter Lebensmittel und stellt sie in den Kühlschrank, während sie schläft. Sie denkt daraufhin, der abgängige jüngere Bruder, den sie sichtlich bevorzugt, habe dies getan. In einer späteren Szene erwähnt sie dies Waters gegenüber.
Der persische Kurzwarenhändler Farhad will sich eine Schusswaffe kaufen, um sich und seinen Laden zu schützen. Dieses Vorhaben scheitert allerdings an seinen schlechten Englischkenntnissen. Farhad wird von dem Waffenhändler beleidigt und mit den Terroristen des 11. Septembers 2001 gleichgesetzt. Anschließend kauft seine Tochter die Schusswaffe samt einer Packung Patronen. Farhad kann die Zugangstür zu seinem Geschäft nicht mehr richtig schließen. Er will sich deshalb von dem Schlosser Daniel ein neues Schloss einbauen lassen. Daniel tauscht das Schloss aus, erklärt ihm aber, dass er sich auch eine neue Tür zulegen müsse, damit das Schloss richtig einrastet. Seine Empfehlung kommt jedoch bei Farhad nicht richtig an, dessen mangelnde Sprachkenntnisse ein Hindernis darstellen. Er beschimpft Daniel als Betrüger, der in seinen Augen nur noch mehr Geld will. Daniel beherrscht sich und verzichtet auf die Bezahlung. In der darauf folgenden Nacht wird in Farhads Laden eingebrochen. Die Einbrecher verwüsten den Laden und hinterlassen rassistische Sprüche an den Wänden. Zur Verzweiflung über die Zerstörung seiner Existenzgrundlage kommt bei Farhads Frau zusätzlich das Erstaunen darüber, in den Schmierereien als Araber bezeichnet zu werden.
Der Versicherungsvertreter erklärt Farhad, dass die Versicherung den Schaden nicht übernimmt, da er nicht die dringende Empfehlung befolgt hat, eine neue Tür einbauen zu lassen, und somit fahrlässig gehandelt habe. Farhad will deshalb Daniel, den Mann vom Schlüsseldienst, für den Schaden aufkommen lassen. Er fährt zu dessen Haus und will ihn mit vorgehaltenem Revolver zwingen, ihm Geld für den Laden zu geben. Da stürzt Daniels kleine Tochter aus dem Haus und springt ihrem Vater in die Arme, um ihn zu beschützen. Farhad erschrickt und schießt auf das Mädchen und Daniel. Für einen Moment sieht es so aus, als ob er das Mädchen getroffen hätte. Zur Überraschung aller Anwesenden wurde sie jedoch nicht verletzt, da Farhads Waffe nur mit Platzpatronen geladen ist.
Der Polizist Ryan kommt zu einem schweren Unfall und will Christine, die in ihrem Auto eingeklemmt ist, befreien. Als sie erkennt, dass er der Polizist ist, der sie am Abend zuvor sexuell belästigt hat, stößt sie ihn panisch zurück. Schließlich kann er sie doch noch überzeugen, dass er ihr nur helfen möchte, und rettet sie im letzten Moment unter Einsatz seines Lebens aus dem Wagen, der inzwischen Feuer gefangen hat und gleich darauf explodiert.
In der Zwischenzeit wird ihr Mann Cameron von den beiden Kleinkriminellen Anthony und Peter überfallen, die sein Auto stehlen wollen. Cameron wehrt sich, und als die Polizei kommt, flüchtet Peter, während Anthony weiter das Auto stehlen will. Cameron will jedoch nicht aussteigen, er fährt kurzerhand los und es beginnt eine Verfolgungsjagd. Als die Polizisten das Fahrzeug stellen und Cameron auf die Polizei losgehen will, erkennt ihn Officer Hansen wieder. Er sieht die Möglichkeit, seine passive Beteiligung vom vorherigen Tag wiedergutzumachen, und beruhigt die Situation, indem er sich für Cameron vor seinen Kollegen einsetzt. Die Polizisten lassen ihn weiterfahren und bemerken nicht, dass sich der Autodieb Anthony auf dem Beifahrersitz versteckt hält. Cameron gibt ihm danach seinen Revolver wieder zurück und weist ihn darauf hin, dass er sie beide gedemütigt habe. Anthony verlässt das Auto.
Ein wenig später kommt Anthony an dem Lieferwagen des Koreaners, den er überfahren hat, vorbei und stiehlt kurzerhand den Wagen, in dessen Tür noch die Schlüssel stecken. Als er ihn zu seinem Hehler bringt, stellt sich heraus, dass im Laderaum mehrere Menschen angekettet sind. Es handelt sich um Asiaten, die offenbar von dem Koreaner, einem Menschenhändler, dort eingesperrt worden sind. Der Hehler bietet ihm 500 Dollar für jeden von ihnen und will sie weiterverkaufen.
Jean telefoniert mit ihrer Freundin, erzählt ihr, dass sie mit ihrer Haushälterin unzufrieden sei, und rutscht kurz danach auf ihrer Treppe aus und stürzt hinunter. In einer späteren Szene wird offensichtlich, dass sie mit verstauchtem Fuß von ihrer lateinamerikanischen Hausangestellten Maria entdeckt und versorgt worden ist, während ihre vermeintlich beste Freundin die Situation am Telefon heruntergespielt und Jean im Stich gelassen hat. Voller Reue und Dankbarkeit umarmt sie die Frau, deren Anstellung sie kurz zuvor hat kündigen wollen und der sie aufgrund ihrer lateinamerikanischen Herkunft Misstrauen und Argwohn entgegengebracht hat.
Als Hansen nach Feierabend nach Hause fährt, nimmt er einen Anhalter mit. Es ist Peter, der nach dem missglückten Autodiebstahl ein Eishockeyspiel besucht hat und ebenfalls auf dem Heimweg ist. Das Gespräch der beiden entwickelt sich vom anfänglichen Smalltalk in eine negative Richtung. Als Peter plötzlich anfängt längere Zeit zu lachen, will Hansen anhalten und den Mitfahrer aussteigen lassen. Peter hat die Figur des Heiligen Christophorus auf dem Armaturenbrett des Wagens entdeckt und greift, um sein Lachen zu erklären, in seine Tasche, in der er ebenfalls eine solche Figur hat. Hansen glaubt aber, dass Peter eine Waffe ziehen will, zieht seine Pistole und erschießt Peter im Wagen. Er erkennt seinen Fehler, lässt den Getöteten am Straßenrand zurück und verbrennt das Auto.
In einer Rückblende zur Eingangssequenz des Films ist wieder Ermittler Waters am Tatort zu sehen. Er findet am Straßenrand die Heiligenfigur Peters, seines Bruders. Als Waters und seine Mutter im Spital die Leiche des erschossenen Bruders identifizieren, bricht die Mutter weinend zusammen. Sie erwähnt, dass Peter für sie einkaufen gegangen sei und ihr den Kühlschrank gefüllt habe, und schwärmt von ihrem „kleinen Liebling“. Waters schweigt dazu, ebenso zu den Vorwürfen seiner Mutter, er habe ihren Bitten, den verschwundenen Bruder zu suchen, nicht entsprochen, weil ihm seine Arbeit wichtiger sei als seine Familie.
Am Ende des Films fährt Anthony mit dem gestohlenen Lieferwagen nach Chinatown (Chinesisches Viertel), lässt dort die asiatischen Gefangenen frei und gibt einem von ihnen 40 Dollar, damit sie sich etwas zu essen kaufen können. Eine weitere Szene zeigt einen Auffahrunfall, in den die Sachbearbeiterin von Ryans Krankenversicherung verwickelt ist, in der sie sich abfällig über den spanischsprechenden Fahrer des Wagens äußert, der ihr aufgefahren ist. Mit einer Kamerafahrt durch den rieselnden Schnee über L.A. endet der Film.

## Entstehung
Die Idee zum Film kam Paul Haggis, als er sich daran erinnerte, wie ihm 10 Jahre zuvor sein Auto durch einen räuberischen Angriff gestohlen wurde. Diese Erinnerung findet sich in der Szene gegen Anfang des Films wieder, als dem Staatsanwalt der Geländewagen gestohlen wird. Ursprünglich hätte der Film nicht Rassismus thematisieren, sondern nur von Vorurteilen handeln sollen, die unter Fremden entstehen. Im Film werden konsequent und gewollt Ethnien falsch betitelt, so werden aus Koreanern Chinesen und aus Persern Araber.
Die Produktion des Films dauerte ein Jahr. Die Dreharbeiten fanden in 32 Tagen ausnahmslos in Los Angeles, zum Beispiel in Studio City, statt.
Der Cut der Kinoversion wurde ursprünglich für das Toronto International Film Festival 2004 geschnitten, auf dem der Film am 10. September 2004 seine Premiere feierte. Dort fand sich mit Lions Gate Entertainment auch der Verleiher. Der Kinostart des Films in Deutschland war am 4. August 2005, die FreeTV-Premiere am 7. August 2008 in der ARD.
Da es nicht möglich war, ein echtes Polizeirevier für die Dreharbeiten zu nutzen, fanden die Dreharbeiten für die Szene zwischen Hansen und seinem Vorgesetzten in einem Gebäude des US-amerikanischen Roten Kreuzes statt. Beim Gerichtsgebäude im Film handelt es sich um das Rathaus von Los Angeles, da dies erschwinglicher war.
Die Szene mit Flanagan, gespielt von William Fichtner, wurde speziell für ihn geschrieben, nachdem sich die Dreharbeiten wegen zweier kranker Schauspieler in einer Sackgasse befanden und sie nicht noch einmal im Rathaus drehen konnten. Er wurde extra für diese Szene geholt, war nur einen Tag anwesend und musste bereits um 18 Uhr nach China abreisen.
Das Haus der Cabots, in dem sich Jean den Knöchel verletzt, ist das Haus von Paul Haggis. Sandra Bullock war in der Aufnahme nach dem Sturz nicht mehr anwesend, da sie im Rahmen der Nachproduktion erstellt wurde.
Die Geschichte von Ryans Vater stammt laut Paul Haggis aus einer an ihn gesandten E-Mail. Darin beschwerte sich der Absender, dass die Weißen immer als die Bösen und die Afroamerikaner als die Guten dargestellt würden. Haggis beantwortete die E-Mail und teilte ihm mit, wie stolz er auf seinen Vater sein könne.
Der Film ist Anita Addison (1952–2004), der ersten Person, die das Drehbuch gelesen hatte, gewidmet.

## Besetzung
Die Rolle des Cameron hätte eigentlich von Forest Whitaker gespielt werden sollen, der aber mit der Regie für First Daughter – Date mit Hindernissen zu beschäftigt war. Daher ging die Rolle an Terrence Howard, den Haggis in Das Tribunal gesehen hatte. Camerons Frau Christine war mit Thandie Newton von Anfang an mit der ersten Wahl von Paul Haggis besetzt. Er schrieb die Rolle für sie und sie sagte bereits während der Dreharbeiten zu Riddick: Chroniken eines Kriegers zu.
Beim Polizisten Conklin handelt es sich um Martin Norseman, den Nachbarn von Paul Haggis. Samuel L. Jackson hat einen Kurzauftritt als Motorrad-Cop, da er Haggis in der Rolle des Shaft gefiel.
Vor Ryan Phillippe war auch Heath Ledger im Gespräch für die Rolle des Hansen. Haggis hatte bereits während einer Folge von Ein Mountie in Chicago mit Ryan Phillippe zusammengearbeitet.

## Synchronisation
Die deutsche Synchronisation wurde von Neue Tonfilm München durchgeführt.
| Darsteller               | Synchronstimme     | Rolle                          |
| ------------------------ | ------------------ | ------------------------------ |
| Brendan Fraser           | Torsten Münchow    | Bezirksstaatsanwalt Rick Cabot |
| Don Cheadle              | Dietmar Wunder     | Det. Graham Waters             |
| Sandra Bullock           | Bettina Weiß       | Jean Cabot                     |
| Matt Dillon              | Christian Tramitz  | Off. John Ryan                 |
| Michael Peña             | Florian Halm       | Daniel                         |
| Shaun Toub               | Joachim Höppner    | Farhad                         |
| Ryan Phillippe           | Benedikt Weber     | Officer Hansen                 |
| Thandie Newton           | Nana Spier         | Christine Thayer               |
| Terrence Howard          | Oliver Mink        | Cameron Thayer                 |
| Jennifer Esposito        | Carin C. Tietze    | Ria                            |
| Keith David              | Holger Schwiers    | Lt. Dixon                      |
| William Fichtner         | Frank Röth         | Flanagan                       |
| Larenz Tate              | Stefan Günther     | Peter Waters                   |
| Chris ‘Ludacris’ Bridges | Jan Odle           | Anthony                        |
| Tony Danza               | Claus Brockmeyer   | Fred                           |
| Jack McGee               | Hartmut Neugebauer | Dirk                           |
| Loretta Devine           | Susanne von Medvey | Shaniqua Johnson               |
| Bahar Soomekh            | Kathrin Gaube      | Dorri                          |
| Alexis Rhee              | Michele Sterr      | Kim Lee                        |
| Ashlyn Sanchez           | Eva Prauser        | Lara                           |
| Dato Bakhtadze           | Ekkehardt Belle    | Lucien                         |
| Beverly Todd             | Ilona Grandke      | Mrs. Waters                    |

## Rentabilität
Trotz zahlreicher positiver Kritiken fand der Film bei seiner Kinoerstauswertung im Sommer 2005 in Deutschland nur rund 220.000 Zuschauer. Das Werk hatte – trotz zahlreicher Stars – nur ein Budget von ca. 6,5 Millionen US-Dollar.
Das Einspielergebnis lag mit rund 83,4 Millionen US-Dollar um ein Vielfaches höher. Nach dem Erfolg bei der Oscarverleihung 2006 hat der Filmverleih Universum den Film mit etwa 50 Kopien noch einmal in die deutschen Kinos gebracht.

## Kritik
Der Film wurde von vielen Filmkritikern sehr gelobt. Gegner des Films sind der Ansicht, dass der Filmverlauf melodramatisch, klischeehaft und nicht überzeugend wirkt. Scott Foundas, Filmkritiker in Los Angeles, nennt ihn den „schlechtesten Film des Jahres“ – andere sogar „den schlechtesten Oscar-Gewinner aller Zeiten“. Die Tatsache, dass der Film nur drei Oscars gewonnen hat, obwohl er auch zum Besten Film gewählt wurde, löste große Diskussionen aus. Dies war zuletzt bei Rocky im Jahr 1976 vorgekommen.

## Auszeichnungen

### Oscars 2006
- Bester Film
- Bester Schnitt
- Bestes Original-Drehbuch
- Nominierung: Beste Regie (Paul Haggis)
- Nominierung: Bester Nebendarsteller (Matt Dillon)
- Nominierung: Bester Filmsong Kathleen „Bird“ York und Michael Becker für In the Deep.

### Austin Film Critics Association Award
- L.A. Crash wurde 2005 mit dem Austin Film Critics Association Award für den besten Film und die beste Regie (Haggis) ausgezeichnet.

## Deutsche Rezeption
Der Film war von 2015 bis einschließlich 2018 Thema im Fach Englisch als Teil des Schwerpunktthemas „Challenges and Choices in an Insecure World“ des baden-württembergischen Abiturs.